# Доктор Колтън или Сцена в зъболекарския кабинет
„Доктор Колтън или Сцена в зъболекарския кабинет“ (на английски: Dr. Colton or Dentist Scene) е американска късометражна няма комедия от 1895 година на продуцента и режисьор Уилям Кенеди Диксън с участието на Куинси Колтън, заснет в лабораториите на Томас Едисън в Ню Джърси. Кадри от филма не са достигнали до наши дни и той се смята за изгубен.

## Сюжет
Доктор Колтън (Куинси Колтън) използва упойващ газ върху пациент, седящ на зъболекарския стол, след което му вади зъб.

## В ролите
- Куинси Колтън като доктор Колтън[3]

## Интересни факти
- „Доктор Колтън или Сцена в зъболекарския кабинет“ е първият филм в историята на киното, в който е показано използването на упойващ газ при ваденето на зъб.
- Производството на всяко едно копие от филма е струвало на Томас Едисън по 11,25 долара.
- Филмът е един от първите, заснети в знаменитото студио Блек Мария, първото филмово студио в света.[4]